# کالین راک
کالین راک (انگلیسی: Colin Raak؛ زادهٔ ۲۱ آوریل ۲۰۰۰) بازیکن فوتبال اهل آلمان است.
از باشگاه‌هایی که در آن بازی کرده‌است می‌توان به باشگاه فوتبال انرژی کوتبوس اشاره کرد.